# 特殊器台・特殊壺

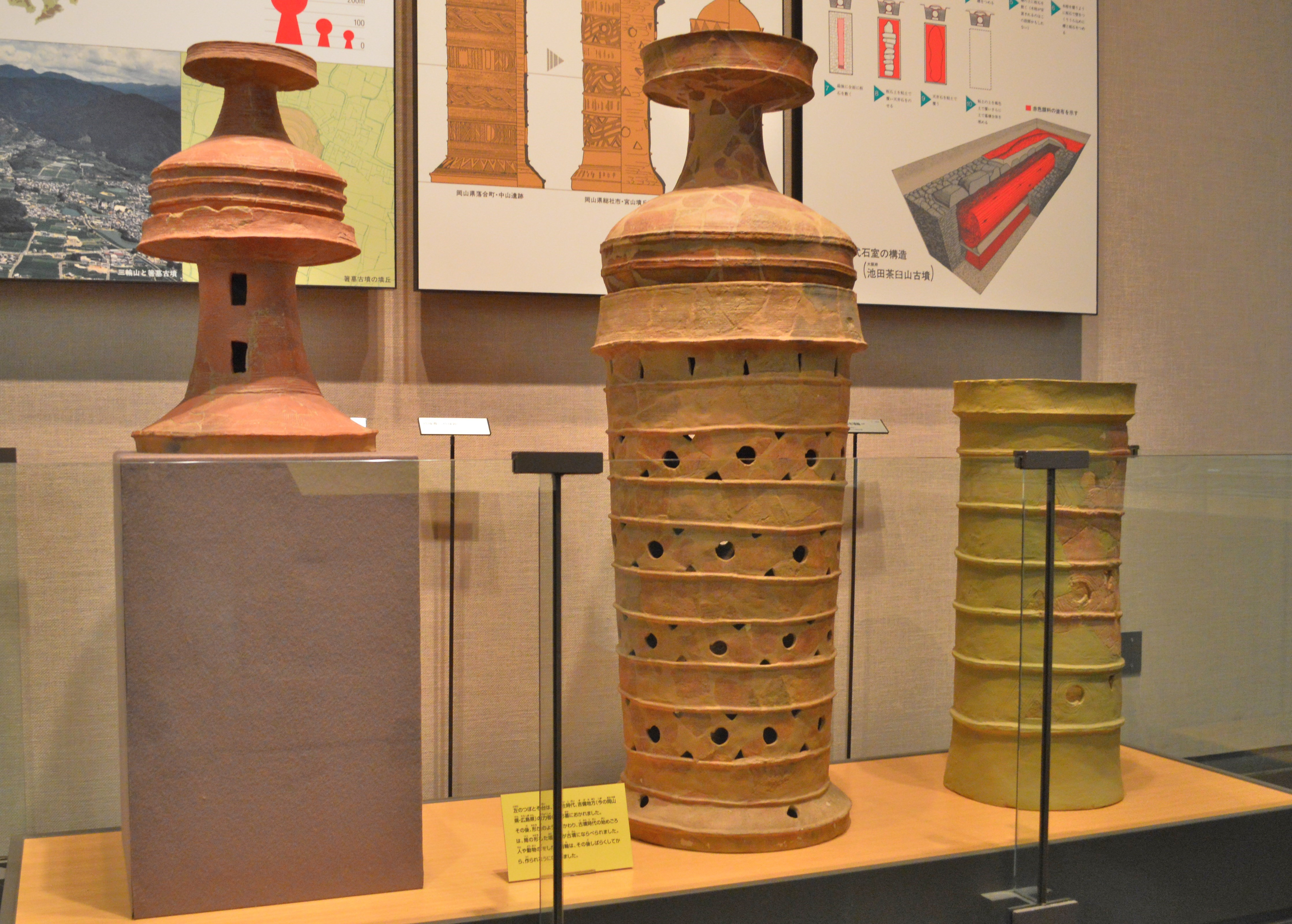
特殊器台・特殊壺（複製）
国立歴史民俗博物館展示。

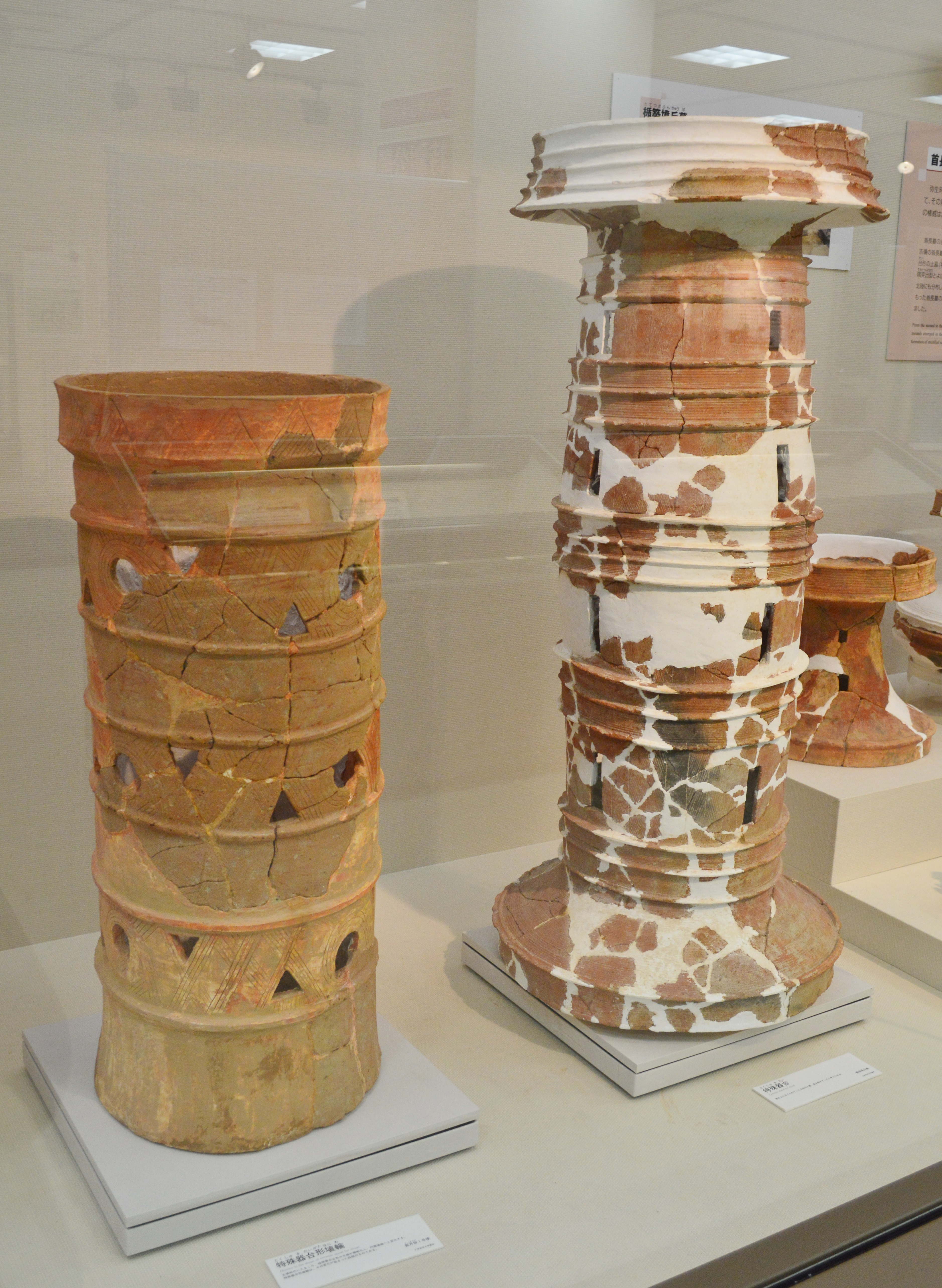
右：楯築墳丘墓出土 特殊器台
左：都月坂1号墳出土 特殊器台形埴輪
岡山大学考古資料展示室展示。

特殊器台・特殊壺（とくしゅきだい・とくしゅつぼ）は、弥生時代後期後葉（2世紀）に現在の岡山県にあたる吉備地方で生まれた、華麗な文様を施し丹で赤く塗るなどして装飾性に富んだ筒型・壺型の土器。首長の埋葬祭祀に使用された。これらの特殊土器類が発達し変遷して円筒埴輪（および朝顔形埴輪）の発生や成立に関係した。特殊器台型土器・特殊壺型土器とも言われる。

## 概要
特殊器台・特殊壺の出現は弥生時代中期以降で、後期に特に発達・普及するが、古墳時代前期には衰退する。この現象から特殊器台・特殊壺が、最古の前方後円墳はどれか、また、どこにあるか、を追求する有力な手がかりの一つになる。

### 通常の器台・壺から特殊器台・特殊壺へ
弥生時代最初期から壺形土器が、少し後に器台が現れる。器台はサイズが大きく、装飾性が強いことなどから日常的には使用されなかった道具と考えられる。器台は壺、甕、皿などさまざまな器物を載せるためのものであるが、壺に比し出土数はきわめて少ない。弥生時代中期頃になると壺とともに器台が各地で見つかるようになり、器台に壺などを載せて、祭祀に使われたのではないかと推測される。
収穫祭には、収穫された米で作った酒や新米で作った粥を壺に入れたり、さまざまな形の器台に収穫物を載せ、神を招き、神の前で、ともに飲食し、神に収穫の感謝や願いごとをしたのではないかと想像できる。そのような儀式を相嘗（あいなめ）、直会（なおらい）といった。これらの儀式を、血縁があり、集落の人々と親しかった首長が取り仕切って、酒を飲み、食べ物を分け、また、穀霊や田の神、水の神、山の神、土地の神などさまざまな神に酒や食べ物を捧げたり、祈祷をしたのではないだろうか。この祭祀の道具立てとして器台と壺が、弥生時代の中期に主に西日本で広く使われるようになった。
この頃の普通器台は器形が比較的長く細身だが、後期前葉には、次第に重量感のあるものに変化していく。後期後葉になると、器台は非常に重量感を増して全体に文様（鋸歯文、沈潜文）が描かれるようになり、上部と裾の間が長い筒状になり、方形の透かし孔も見られるようになる。壺は、首の長いハの字の形になり、この要素は特殊壺に引き継がれる。後期中葉から後期後葉に遷る頃の器台と壺の中から、特殊器台と特殊壺が生まれる。この二つは備中南部に現れ、吉備中に広がっていく。特殊器台と特殊壺が出現する頃になると、吉備では村々で普通の器台と壺はほとんど使われなくなる。

## 特殊器台・特殊壺
特殊器台・特殊壺は、弥生時代後期後葉の盛土した首長墓（墳丘墓）からしか出土していない。それまでは、村々の収穫祭に神を呼び祭祀を行うときには通常の器台と壺が使われていたが、亡くなった首長の祭祀には、普通の器台や壺に代わって特殊器台と特殊壺が使用されるようになった。祀られる首長は、集団の中心であり、首長の先祖とともに神格化していき、集団の祖先神が祭祀の中心になってきた。そこに「畏敬」や「畏怖」などの気持ちも働いた。そこで、亡き首長の霊力や祖先神の霊力を次の首長が受け継ぐ儀式が行われた。その道具立てとして、特殊器台や特殊壺が使われるようになった。

### 特殊器台
基本形は筒形で、アルファベットの「I」字のように、上・下端が大きく外側に拡がっている。上端部の縦幅が15センチメートルに達するものもある。下端部も器台を支えるに十分なような台形をしている。
器台の高さは7、80センチメートルから1メートル十数センチメートルに達するものまであって、普通の器台が20センチメートルから40センチメートルほどであるのに比べ、大変大きい。筒部の径も30センチメートルを超え、さらに40センチメートルを超すものもある。筒部にはタガ状の隆起帯が6から10条ほどめぐり、制作時の補強の役を果たすとともに、筒部自体をいくつかに分割・区分することになる。すなわち、毛糸の束を捻ったようなあるいは波が抽象的に描かれているような弧帯文様、あるいは綾杉文・複合斜線文・鋸歯文などからなるヘラ描沈線文様帯と文様のない横書きの沈線文間帯とが交互に繰り返され、筒部全体を彩っている。このように特殊器台には、縦分割の文様と横に走る文様との二種類がある。文様帯には透かし穴が開けられ、弧帯文様の場合には、文様中心部に巴形、上下に扇形ないし三角形となり、綾杉文・複合斜線文・鋸歯文などの場合には縦長の長方形となる。外面全体と口縁部内面に朱が塗られた痕跡を持つものが多いが、その場合、制作時に粘土の輪を積み上げるごとに塗られたものがあり、制作自体が呪術的儀礼の下に行われたことを示している。使用された粘土には特別なものが選ばれ、また角閃石などがしばしば混入され、焼き上がった後の色相は特有の褐色の地肌をしている。

### 特殊壺
頸の部分はハの字形で少し伸びていて、胴部は左右に拡がっており、大型・厚手でどっしりとした安定感がある。口径部は二重口縁で、縦幅がある。頸部は上方にややすぼまる筒型で、横走する沈線文ないし凹線文で飾られ、その下端、肩部に接するあたりに、列点文が施されている。底は平底で、焼き上げた後に穿孔が見られるのが普通である。タマネギ状に張りの強い胴部には2ないし3条のタガまたは幅広の隆起帯を貼り付け、その間に鋸歯文・格子目文などを画き、隆起帯の上方に当たる胴部に数条の沈線文を施す。丹が外面全体に塗られているほか、特殊器台と同じような特別の土を使用している。

## 特殊器台・特殊壺の変遷

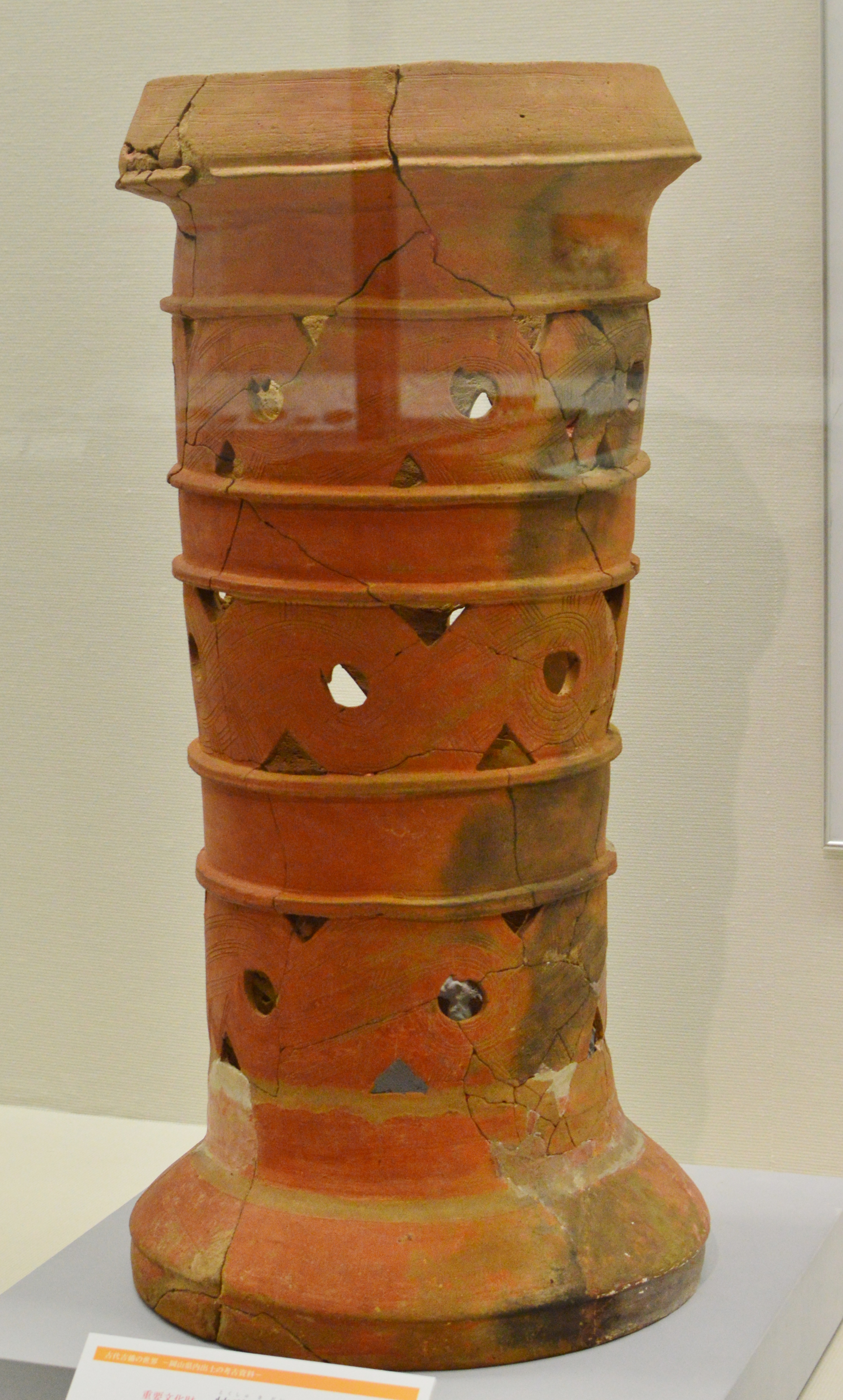
宮山墳墓群出土 特殊器台
（国の重要文化財）岡山県立博物館展示。

### 立坂（たちざか）型 （特殊器台前期）
最初に岡山県総社市立坂遺跡で注目されたのでこう呼ばれているが、倉敷市楯築遺跡の立坂型（楯築）、総社市立坂遺跡の立坂型（立坂）、真庭市（旧真庭郡落合町）中山遺跡の立坂型（中山）に分けることができる。
立坂型（楯築）
基本は、綾杉文、鋸歯文、綾杉文と三角形の組み合わせ、横に走る文様は見られない。弧帯文様は帯をぐるぐる巻きにしたり、帯を潜らしたり、帯を折って反転させたり、帯を結んだりしたようにみえる。この型には、横に走る弧帯文がまだ現れていない。口縁部は10センチメートルくらいの幅がある、そこに幾つもの突帯文がめぐり突帯と突帯の間に文様を施している。
立坂型（立坂）
毛糸の束を捻ったような、あるいは波を抽象的に描いたような弧帯文様で、この時期に付けられ始めた。
立坂型（中山）
弧帯文と縦に分割した綾杉文が交互に付けられている。広島県三次市の矢谷墳丘墓。綾杉の文様は全く施されず、横に展開する弧帯文様のみ。

### 向木見（むこうぎみ）型 （特殊器台後期）
倉敷市向木見遺跡で初めて注目されたので、向木見型という名称が使われている。30数遺跡から出土しており、100個体を優に超えている。三次市矢谷墳丘墓の器台文様は、一つの遺跡に5つの異なる文様が使われている。特殊器台と特殊壺は周溝から検出された。他に、岡山県新見市（旧阿哲郡哲西町）西江遺跡から3個体5種類の文様、岡山県倉敷市（旧吉備郡真備町）西山遺跡から2個体2種類の文様が出土している。向木見型の文様は一つ一つ全部違い、立坂型と比べて線がやや太めで硬直している。この期のある時期から壺を焼く前から底には底に穴が開いていて酒などをいれないように作ってあった。

### 宮山型（終末型）
終末型には二つの型がある。矢藤治山型と宮山型の型式で、それぞれ一遺跡しか知られていない。両方から出土した特殊壺からほぼ同じ時期であることが分かる。この期の特殊壺は、二重口縁の土師器に似てきている。壺の底は焼く前から穴を開け、中には酒などが入らないように作られていた。
矢藤治山（やとうじやま）型
岡山市矢藤治山遺跡（古墳）。向木見型が崩れて、省略されて、ある程度の変遷をし、その最後に来る終末期の一つの形式であり、矢藤治山遺跡からしか出土していない。特殊壺の口縁帯には鋸歯文が描かれている。
宮山型
宮山型特殊器台は、吉備では総社市宮山遺跡の宮山遺跡（古墳）からしか出土していない。特殊器台の口縁は分厚く、先が内に傾いており、特別な口縁部をしている。文様は、立坂型や向木見型には見られず、矢藤治山型の文様を拡大したよう文様で、同じような弧帯文の線を2本、3本と平行に重ねて横へ展開させて、それを短い直線で結んでいる。文様が非常に複雑。新しい種類であり、新しく考え出された文様である。特殊壺の口縁帯や頸には刷毛目が施されている。

## 古墳時代始期との関連
宮山型特殊器台は、吉備で1遺跡、奈良県（大和）で4遺跡から出土しているが、どちらがはじめに作り始めたかは分かっていない。出現期古墳の1つである奈良県桜井市の箸墓古墳は3世紀頃の築造と考えられているが、同古墳からは宮山型特殊器台を出土しており、古墳時代の始期は終末型特殊器台・特殊壺が現れた頃に近いと考えてよい。箸墓古墳（280メートル）の他に、天理市西殿塚古墳（219メートル）、同市中山大塚古墳（120メートル）、橿原市弁天塚古墳（100メートル以上）などの比較的大型で前方部が撥形で最古式の前方後円墳から宮山型特殊器台が出土している。